# Amyntianus (historien)
Pour les articles homonymes, voir Amyntianus.
Amyntianus est un rhéteur et historien peu connu du IIe ou IIIe siècle apr. J.-C. Il est avant tout connu par une notice de Photios consacrée à sa biographie d’Alexandre le Grand dédiée à « l’empereur romain Marcus ».

## Œuvres
Photios se montre assez critique envers un style sans vigueur ni consistance et sur son ouvrage clair mais négligeant des éléments importants. On considère en général que c'est la même biographie d'Alexandre qui est citée par les scholies bernoises des Géorgiques de Virgile (III, 137).
Photios nous fait connaître d'autres ouvrages composés par le même Amyntianos, en particulier des vies parallèles : celle de Denys de Syracuse et de Domitien (en deux livres), de Philippe II de Macédoine et d'Auguste. On reconnaît là une influence sans doute importante de l'œuvre de Plutarque de Chéronée. Photios ajoute encore que l'on connaît aussi de lui un ouvrage sur Olympias la mère d'Alexandre. On identifie en général cet auteur à l'Amyntianus qui avait écrit un ouvrage sur les éléphants selon les scholies à Pindare (Ol. III, 52).
Si Theodore Reinach identifiait l'empereur Marcus à Caracalla, on considère plus souvent aujourd'hui qu'il s'agit de Marc Aurèle : la présence de sénateurs nommés Amyntianus à son époque, sa plus grande proximité avec l'époque de Plutarque et de Domitien, le renouveau porté à l'histoire d'Alexandre le grand qui suivit sans doute la publication de l'œuvre d'Arrien et l'expédition en Orient de Lucius Verus. Néanmoins, l'Histoire Auguste  et Dion Cassius mentionnent la passion que vouait l'empereur Caracalla pour Alexandre, perçu comme un modèle héroïque.
La découverte d'un manuscrit par le philologue P. Kerameus, dans la collection du patriarche orthodoxe de Jérusalem en 1891, a permis d'exhumer un fragment important d'une vie d'Alexandre (un tiers de la biographie environ) : le Fragmentum Sabbaiticum (Jacoby, FGrHist, n°151), nommé d'après le monastère de Mar Saba où il fut découvert. En publiant pour la première fois une traduction française de ce texte Th. Reinach proposa, sur des bases stylistiques, de l'identifier avec la vie d'Alexandre écrite par Amyntianus et assimila l'empereur à qui était adressée la dédicace à Caracalla. Ce fragment, s'il n'apporte guère à l'histoire de l'épopée alexandrine, reste néanmoins utile car il est probable qu'il ait puisé ses informations quasi exclusivement dans l'œuvre sur Alexandre de Callisthène d'Olynthe, qui est intégralement perdue. Ainsi la description de la bataille du Granique, comme l'épisode légendaire du retrait des eaux lors du passage d'Alexandre par le golfe de Pamphylie remonteraient très certainement à l'historiographe Callisthène. On retrouve en effet des similitudes descriptives avec le Roman du Pseudo-Callisthène comme l'a justement noté Theodore Reinach dans son article sur Amyntianus. Il faut cependant observer qu'à une date aussi tardive que le deuxième ou le troisième siècle de notre ère, il n'est pas étonnant de retrouver de tels éléments, déjà bien répandus dans la tradition historiographique sur Alexandre. L'hypothèse de l'identification de l'auteur du Fragmentum Sabbaiticum avec l'Amyntianus de Photios n'a donc pas été reçue sans réserve : elle ne peut-être considérée que comme une supposition ou ne semble pas retenue.